# Tramwaje w Longwy
Tramwaje w Longwy − zlikwidowany system komunikacji tramwajowej we francuskim mieście Longwy, działający w latach 1901−1936.

## Historia
Tramwaje w Longwy uruchomiono 28 października 1901. Dwie linie tramwajowe o rozstawie toru 1000 mm połączyły Longwy-Haut, Longwy-Bas i Mont-Saint-Martin. Do obsługi sieci posiadano 5 wagonów silnikowych z otwartymi pomostami. Tramwaje zlikwidowano w 1936.